# 天主教康提教區
天主教康地教區 （拉丁語：Diocesis Kandiensis）是斯里蘭卡一個羅馬天主教教區，屬科倫坡總教區。教區範圍包括斯里蘭卡中央省，教座位於佛教聖地康提。
2004年有教友78,902人、25個堂區、97名司鐸。現任教區主教為若瑟‧維亞尼‧費爾南多。
1883年4月20日設代牧區，1886年9月1日升為教區。